# Brett Hargrave
Brett Lily Irene Hargrave ist eine US-amerikanische Schauspielerin und Kurzfilmschaffende.

## Leben
Hargrave wirkte in mehreren Stücken des Ballyhoo Theatre, unter anderen in der Hauptrolle der Millie im Stück Thoroughly Modern Millie Jr. mit. 2015 spielte sie im Musikvideo des Sängers Vital Noise zum Lied Moving on mit. Ab 2016 bis 2017 folgten mehrere Besetzungen in verschiedenen Kurzfilmen sowie eine Episodenrolle in der Fernsehserie Homes of Horror. 2019 feierte sie ihr Filmschauspieldebüt in All Good Things. Im selben Jahr war sie in der Rolle der Madison im Film Weedjies: Halloweed Night zu sehen. 2021 stellte sie mit der Rolle der Megan eine der Hauptrollen im Film Danny Doom dar. Im selben Jahr war sie außerdem im Tierhorrorfilm Swim – Schwimm um dein Leben! in eine der Hauptrollen als Charlotte Samson zu sehen.

## Filmografie (Auswahl)

### Schauspiel
- 2015: Shake Off the World
- 2016: Divine Cure (Kurzfilm)
- 2016: Homes of Horror (Fernsehserie, Episode 4x01)
- 2016: Another Man (Kurzfilm)
- 2017: Enough (Kurzfilm)
- 2017: A Song in B Minor (Kurzfilm)
- 2017: Road Trip I (Kurzfilm)
- 2017: In Her Shadow (Kurzfilm)
- 2019: All Good Things
- 2019: Weedjies: Halloweed Night
- 2021: Danny Doom
- 2021: Swim – Schwimm um dein Leben! (Swim)

### Filmschaffende
- 2017: Road Trip I (Kurzfilm; Regie)
- 2021: Rose (Kurzfilm; Produktion)

## Theater (Auswahl)
- Generation Me, New York Musical Festival
- bare, Ballyhoo Theatre
- Thoroughly Modern Millie Jr., Ballyhoo Theatre
- Your a Good Man Charlie Brown, Edmonds Heights
- Suessical the Musical, Madrona Children's Theatre
- 13, A Musical, Ballyhoo Theatre
- Cinderella, Madrona Children's Theatre
- 25th Annual Putnam County Spelling Bee, CORE Theatrics